# Pedro Cuatrecasas
Pedro Cuatrecasas (27 septembre 1936 - 19 mars 2025) est un biochimiste et universitaire américain d'origine espagnole qui est professeur adjoint de pharmacologie et de médecine à l'Université de Californie à San Diego.

## Biographie
Pedro Cuatrecasas est né à Madrid, en Espagne, le 27 septembre 1936. Il obtient son BA à l'Université Washington de Saint-Louis en 1958 et son doctorat en médecine à la faculté de médecine de l'Université de Washington en 1962.
Cuatrecasas est décédé à La Jolla, en Californie, le 19 mars 2025, à l'âge de 88 ans.
Cuatrecasas est connu pour l'invention et le développement de la chromatographie d'affinité, un procédé utilisé dans l'Aethlon HemopurifierTM. Il participe à la découverte, au développement et à l’enregistrement commercial de plus de quarante médicaments.
En 1987, Cuatrecasas reçoit le prix Wolf de médecine avec Meir Wilchek « pour l'invention et le développement de la chromatographie d'affinité et ses applications aux sciences biomédicales ».